# 채람이언
《채람이언》(일본어: 采覧異言 さいらんいげん[*])은 일본 에도 시대의 하타모토이자 학자였던 아라이 하쿠세키(新井白石)가 1708년 그리스도교 전도를 위해 일본에 왔던 이탈리아 선교사 조반니 바티스타 시도티(Giovanni Battista Sidotti) 신부를 심문하면서 얻은 지식을 토대로 저술한 일본 최초의 조직적 세계 지리서. 마테오 리치의 『곤여만국전도』(坤輿万国全図)나 네덜란드제 세계지도 등 다수의 자료를 활용하여 각 주의 이름난 나라의 지리를 설명하면서 그 설의 전제를 밝히고 있다.
전권을 통틀어 세계 각지의 지명 그 밖의 지리적 칭호는 마테오 리치의 한역을 따랐고, 에우로파(권1) ・ 아프리카(권2) ・ 아시아(권3, 상하) ・ 소이데아메리카(권4) ・ 노오르토아메리카(권5) 순으로 조직적인 세계 각국의 지리가 한문으로 기록되어 있다.
교와(享和) 2년(1802년) 난학자 오오쓰키 겐타쿠(大槻玄沢)의 문하에 있던 야마무라 사이스케(山村才助)가 본서의 오류를 정정하고 네덜란드어 지리서에서 번역해 낸 정보를 토대로 수정, 보완을 더해, 『정정증역채람이언』(訂正増訳采覧異言)으로 엮어냈다.

## 같이 보기
- 서양기문